# Olympische Winterspiele 1964/Teilnehmer (Chile)
| Gelbes Symbol für Goldmedaillen mit stilisierten Olympischen Ringen | Graues Symbol für Silbermedaillen mit stilisierten Olympischen Ringen | Braundes Symbol für Bronzemedaillen mit stilisierten Olympischen Ringen |
| ------------------------------------------------------------------- | --------------------------------------------------------------------- | ----------------------------------------------------------------------- |
| —                                                                   | —                                                                     | —                                                                       |

Chile nahm an den Olympischen Winterspielen 1964 im österreichischen Innsbruck mit einer Delegation von fünf männlichen Athleten im Ski Alpin teil.
Seit 1948 war es die fünfte Teilnahme Chiles an Olympischen Winterspielen.

## Teilnehmer nach Sportarten

### Ski Alpin
Herren:
- Hernán Boher
Abfahrt: 58. Platz – 2:41,67 min
Riesenslalom: 44. Platz – 2:09,71 min
Slalom: nicht für das Finale qualifiziert
- Francisco Cortés
Riesenslalom: 66. Platz – 2:22,08 min
Slalom: nicht für das Finale qualifiziert
- Juan Holz
Abfahrt: 77. Platz – 4:51,18 min
Riesenslalom: DNF
Slalom: nicht für das Finale qualifiziert
- Vicente Vera
Slalom: nicht für das Finale qualifiziert
- Claudio Wernli
Abfahrt: disqualifiziert
Riesenslalom: 54. Platz – 2:14,48 min

## Weblink
- Olympiamannschaft Chiles 1964 in der Datenbank von Sports-Reference (englisch; archiviert vom Original)